# Західна Уква
Західна Уква (англ. Ukwa West) — одна із 17 територій місцевого управління штату Абія, Нігерія.
Адміністративний центр — місто Оке Ікпе.
Площа — 271 км2. Чисельність населення — 88 555 осіб (станом на 2006 рік).